# سيبريانو ريباس شريف
سيبريانو ريفاس شيريف (مدريد، 1891 - المكسيك، 1967) كان مخرج مسرحي، مصمم ديكور، كاتب مسرحي، شاعر، صحفي، مترجم وناقد إسباني.

## سيرة
سيبريانو دي ريفاس شيريف يُعتبر، إلى جانب أدريان جوال، من المخرجين المسرحيين الرائدين في إسبانيا في بداية القرن العشرين. ركز جهوده على تجديد المسرح الإسباني في عصره، الذي كان يهيمن عليه كوميديا الصالون البرجوازية التي أنتجها كتّاب مسرحيون مثل بيدرو مونيوز سيكا أو جاسينتو بينافينتي. تعاون مع فرق من أبرز الممثلين في ذلك الوقت، مثل إنريكي بورّاس ومارغريتا خيرغو.
ومع الأخيرة، عرض في عام 1934 مسرحية "يرما" لفيديريكو غارسيا لوركا في مسرح إسباني بمدريد.
درس في جامعتي بلد الوليد ومدريد حتى حصل على شهادة في القانون، ثم حصل على منحة للدراسة في جامعة إسبانيا في بولونيا، حيث نال الدكتوراه. أقام في بولونيا بين 1911 و1914. خلال إقامته، اطلع على الأوبرا والكوميديا الإيطالية. وفي بولونيا اكتشف أيضًا أفكار المخرج المسرحي الإنجليزي إدوارد جوردون كريج ، الذي لم يقابله أبدًا، على الرغم من أنه قرأ النصوص التي نشرها في مجلة المسرح The Mask .
كان مدير الدعاية (الاتصال) خلال موسم 1924-1925 لفرقة فيتوريو بودريكا الإيطالية "مسرح الأطفال" التي زارت مدريد. كانت فرقة دمى ومسرحًا طليعيًا، حيث رأى ريفاس شيريف انعكاسًا لأفكار جوردون كريج . بعد نجاح الفرقة الإيطالية، عمل في 1925 كمدير دعاية لفرقة ميمي أجوغليا الدرامية وكذلك كمستشار أدبي. عرض مسرحيته الجريئة "رأس المعمدان" لڤالي-إنكلان نالت نقدًا جيدًا، من ضمنهم أدريان جوال .
كان صهر السياسي مانويل أثانيا، إذ تزوج من أخته دولوريس ريفاس شيريف. خلال الحرب الأهلية شغل قنصلية جنيف، حيث تعرض لحادثة سرقة دفاتر يوميات خاصة. أُودعت له من قبل رئيس الجمهورية أثانيا، التي سُرقت وسلمت إلى الجانب الفرانكوي، حيث استُخدمت كدعاية ضد سياسيي الجمهورية الثانية
بعد الحرب، رافق صهره في المنفى. اعتقلته الجستابو عندما حاولت القبض على أثانيا بناءً على طلب سفير حكومة فرانكو في فرنسا خوسيه فيليكس دي ليكيريكا. نُقل إلى إسبانيا وحكم عليه محكمة فرانكوية بالإعدام بتهمة "التحاق بالتمرد"، لكن تم تخفيف العقوبة إلى ثلاثين عامًا سجنًا. تنقل بين ثلاث مستعمرات عقابية واثني عشر سجنًا حتى نُقل إلى مستعمرة دوسيو العقابية، المعروفة باسم "جزيرة الشيطان" في سبتمبر 1942. أُفرج عنه في 1947، ثم نُفى إلى المكسيك بعد أسابيع قليلة.
تزوج من كارمن إيبانيز جالاردو، ابنة كارمن جالاردو مارتين-غاميرو، في 1929 (نفس عام زواج أخته من أثانيا)، وكان لهما أربعة أولاد: رامون، إنريكي، كارلوس وسوسانا دي ريفاس إيبانيز.

## مسرح
كان سيبريانو ريفاس شيريف في إيطاليا بين 1911 و1914، حيث كان يحضر دروسًا في كلية سان كليمنتي للأسبان في بولونيا (الكلية الملكية لإسبانيا). هناك بدأ اهتمامه بعالم الأوبرا الإيطالية. كان من المفترض أن يُنجز رسالة الدكتوراه عن "دون كيخوتي والقانون" وقد حصل على شهادة في القانون عام 1910. خلال إقامته في بولونيا، تعرّف على مدرسة فلورنسا لإدوارد جوردون كريج، وعلى مجلة "ذا ماسك" وكتاب "عن فن المسرح". هذه القراءات أمدت ريفاس شيريف بأفكار أخذها لاحقًا إلى المسرح، مثل استخدام الإضاءة في المشهد، وأهمية الصوت، ودور المخرج المسرحي، ومفهوم المسرح الكلي أو "السوبرماريونيتا"، والمساحة المعمارية للمسرح. في أكتوبر 1919 سافر إلى باريس، حيث أقام حتى أبريل 1920. هناك حضر عروض جاك كوباو، لوجن-بو، سيرجى دياجليف، دوين، جورج بيتوف، فيرمين جيميي، وغيرهم. أول عمل أخرجه كان مسرحية "فيدرا" لميغيل دي أونامونو عام 1917 في أتينيو مدريد. 

### مسرح المدرسة الجديدة (1920-1921)
تأسست هذه المدرسة على يد مانويل نونيز دي أريناس في عام 1911، بهدف نشر الثقافة بطريقة صارمة وواعية. كان ريفاس شيريف عضوًا في المدرسة الجديدة.
بمناسبة مؤتمر عام للاتحاد العام للعمال (UGT) في 30 يونيو 1920، أعدّ تعديلًا لمسرحية هنريك إبسن "عدو الشعب".
حصل على العديد من الإشادات، لكنه كان يعلم أن ذلك "البروفة" لم تكن مثالية، إذ اختار ممثلين مبتدئين وطلابًا. مع ذلك، حملت تلك البروفة فكرة إنشاء فرقة مسرحية جديدة وإحداث تحول جذري 180 درجة في أشكال المسرح في عصره. من جهة، كان يرى جمهورًا جديدًا، ومن جهة أخرى كان لديه شباب متحمس للعمل. كان يسعى إلى مسرح يشبه ذلك الذي كان يتطور في الاتحاد السوفييتي . بناءً على ذلك، شكّل برنامجًا مع الفرقة الجديدة من الممثلين والرسامين. ريفاس شيريف كان يريد تسميتها "مسرح أصدقاء فايي-إنكلان"، الذي كان مهتمًا في البداية بالتعاون، لكنه رحل إلى جاليسيا، فاحتفظ المسرح باسمه "مسرح المدرسة الجديدة". بالنسبة لريفاس شيريف، كان مسرح رامون ماريا ديل فايي-إنكلان يمثل مسرحًا جادًا وعالي الجودة.
في 15 مارس 1921، قدموا على خشبة أتينيو مدريد مسرحية "نصائح هاملت للممثلين"
وهي المشهد الثامن من الفصل الثالث من مسرحية وليم شكسبير "هاملت". كما عرضوا "فرسان نحو البحر" لجون ميلينغتون سينج و"الحراسة الحذرة" لسيرفانتس.
كما قُدمت هذه العروض أربع مرات في فندق ريتز، وتمت برمجة أربع جلسات أخرى بأعمال مختلفة. في 17 يونيو 1921 كان من المقرر عرض "صوت الحياة" لهيلمار بيرغمان في المسرح الإسباني، لكن مبيعات التذاكر لم تكن جيدة، فقام ريفاس شيريف نفسه بالاتصال بالإدارة العامة للأمن للإبلاغ عن الفرقة. ليس واضحًا تمامًا إذا كان ذلك السبب أم لا، لكن تم فرض الرقابة على العرض. كان مسرح المدرسة الجديدة قدّم عرضه الأخير في أتينيو مدريد كرد فعل على هذه الرقابة.

### الطائر الأسود الأبيض (1926-1927)
كان الطائر الأسود الأبيض مسرحًا صغيرًا تأسس في منزل عائلة ريكاردو باروخا وكارمن مونّي في مدريد، حيث أخرج فيه أعمالًا لم تكن مقبولة في القاعات التجارية. في هذا المسرح الصغير، كان يجتمع الأدباء والموسيقيون والرسامون. كان العمل يتم وفق مفهوم جديد للعروض، مع رؤية متجددة للديكور والإضاءة. كانت المسرحيات تُقام على خشبة مسرح "تكاد تخلو من الخلفية، بدون أبواب جانبية، وبمدخل وحيد للخشبة من الفتحة الأمامية".
المسرحيات التي عُرضت كانت: وداعًا للبوهيمية، أركوين، شاب الصيدلية، وخطّاب كولومبينا، جميعها من تأليف بيو باروخا؛ المقهى الصيني لإدواردو فيياسينور؛ قرون دون فريوليرا ورباط لفايي-إنكلان؛ حوار مع الألم لإيزابيل أويارزابال دي بالينسيا؛ حواء وآدم لإدغار نيفيل؛ قط السيدة ميشيل لكارمن باروخا؛ اللعنة، بحارة بلاد الباسك، ودورة ريكاردو باروخا؛ بؤس عادي لأو.
هنري؛ المسافر لكلوديو دي لا توري؛ ونشوة لسيبريانو ريفاس شيريف. 

### الإناء المكسور (1926)
نشأت فرقة المسرح الإناء المكسور نتيجة انتقال فرقة العصفور الأبيض إلى المساحة التي افتُتحت في 8 نوفمبر 1926 بالمبنى الجديد لـ دائرة الفنون الجميلة في مدريد. في هذا المشروع، تعاون ريفاس تشيريف مع فاليس-إنكلان، الذي تولى إدارة المشروع. استمرت العروض لمُدَّة عرضين فقط بسبب الخلافات مع مجلس إدارة الدائرة، الذي لم يرغب في أن تُعرض المسرحية أكثر من مرتين. بعد توقف نشاط فرقة الإناء المكسور، عاد ريفاس تشيريف لتقديم عرضين آخرين في فرقة العصفور الأبيض في مارس 1927. المسرحيات التي عُرضت مع فرقة الإناء المكسور كانت: الكوميديا الجديدة أو المقهى لـ لياندرو فرنانديز دي موراتين، بالإضافة إلى إعادة عرض الرباط وهارلكين، شاب من صيدلية.

### الحلزون (1928-1929)
بعد أزمة شخصية ومرور بوعكة صحية، بدأ ريفاس تشيريف في خريف 1928 نشاطه المسرحي الثالث التجريبي، في قبو يملكه صناعي. أُطلق على القاعة اسم "ريكس" وأُطلقت على الفرقة اسم الكرموسيل. كانت فترة هذا المسرح الخاص قصيرة أيضًا، لكن ريفاس تشيريف قدم من خلالها عروضًا مسرحية تعكس السياق السياسي في ظل ديكتاتورية بريمو دي ريفيرا. جذب المسرح المثقفين، لكنه كان أيضًا هدفًا للرقابة.
تم عرض مسرحيات قصيرة مرة واحدة فقط، وجُمعت فيها الكوميديات، المسرحيات المسلسلة، قراءات الشعر، المحاضرات والحفلات الموسيقية. ريفاس تشيريف أراد تقديم أعمال غير تجارية، لمؤلفين جدد ومسرح أجنبي، إذ كان يهدف إلى تعليم أذواق الجمهور. يمكن ملاحظة تأثيرات كل من جاك كوبو، غوردون كريغ، وأدريا جوال ومسرحه "تياتر إنتيم".
كان المسرح مختبرًا للمسرح بموارد اقتصادية وتقنية محدودة، حيث كانت الديكورات بسيطة، لكنه أولى أهمية كبيرة للإضاءة في المشهد المسرحي وأظهر احترامًا عميقًا للنصوص. حتى أُغلقت قاعة ريكس في فبراير 1929 بسبب عدم الالتزام بالحزن الوطني على وفاة ماريا كريستينا، والدة الملك ألفونسو الثالث عشر، تم تقديم المسرحيات التالية:

### من فرقة إيرين لوبيز دي هيريديا إلى فرقة مارجريتا شيرغو (1929-1930)
تأسست فرقة إيرين لوبيز هيريديا في ديسمبر 1927، لكنهم لم يستعينوا بـ سيبريانو ريفاس تشيريف كمستشار أدبي إلا في عام 1929. لقد كانت المرة الأولى التي أتولى فيها إدارة شركة محترفة. قاموا بجولة في عدة مقاطعات إسبانية ثم عبروا المحيط الأطلسي، وكان أول ظهور لهم في بوينس آيرس في مايو 1929. ذهبوا إلى مونتيفيديو ثم عادوا إلى الأرجنتين لتقديم عدة عروض في عدة مقاطعات، بما في ذلك بوينس آيرس. وعادوا إلى مدريد في ديسمبر من نفس العام. لم تكن الرحلة والنصوص التي عرضت لأول مرة كما توقع سيبرانو ريفاس شريف.
حدث الشيء نفسه مع Champagne Señoritas بواسطة إنريكي سواريز دي ديزا و إل كورازون ماندا بواسطة فرانسيس كرواسيت؛ إل كاباليرو دي فارونا بواسطة جاسينتو جراو ؛ الزوج المثالي وشبح كانترفيل بقلم أوسكار وايلد ؛ "القانون السيئ" و "شجيرة الورد ذات الورود الثلاث" بقلم مانويل ليناريس ريفاس ؛ Lo cursi و El hombrecito بواسطة جاسينتو بينافينتي ؛ المبيضات بواسطة برنارد شو ؛ من الليل إلى الصباح بقلم خوسيه لوبيز روبيو وإدواردو أوغارتي ؛ سيدة فريدريك بواسطة ويليام سومرست موغام ؛ ومقتبس من ريفاس شريف بواسطة بيبيتا خيمينيز دي خوان فاليرا . في الأسبوع الأخير من الجولة، قررت إيرين لوبيز هيريديا عرض الدبوس لبيدرو مونيوث سيكا. أدرك ريفاس تشيريف أن طموحاته التجديدية لن تتحقق داخل فرقة هذه الممثلة.
عند العودة إلى مدريد، ترك ريفاس تشيريف فرقة إيرين لوبيز هيريديا ليؤسس مع إيزابيل بارون، وهي ممثلة شابة في الفرقة، فرقة جديدة أطلقوا عليها اسم الفرقة الكلاسيكية للفن الحديث. لكن الأمور تكررت كما كانت في الفرقة السابقة، حيث كان النجاح المالي أهم بالنسبة للممثلات من الجودة الفنية.
بحلول أغسطس 1930، أعلنت الصحف عن حل عقد ريفاس تشيريف مع الفرقة الكلاسيكية للفن الحديث، وتعاقده كمدير ومستشار أدبي مع فرقة مارغريتا شيرغو، التي أدار معها مسرح مدريد الإسباني في موسم 1930-1931، واستمر هذا التعاون حتى عام 1935.
مارغريتا شيرغو والمسرح الإسباني (1930-1935)
في فرقة مارغريتا شيرغو، لم يكن هناك تقسيم واضح للأدوار التقليدية مثل الممثلة الأولى، الممثل الأول، المخرج، الممثل الكوميدي، أو الممثلة ذات الشخصية القوية. كانت مارغريتا شيرغو هي صاحبة المشروع، المخرجة، والممثلة الأولى في آن واحد، بينما كان ريفاس تشيريف يشغل منصب المدير أو المستشار الأدبي أو الفني، وهو ما يعادل اليوم مدير العرض أو المخرج المسرحي. في تلك الفترة، كان كل من أدريا جُوال وغريغوريو مارتينيز سييرا يقومان بأدوار مشابهة.
خلال خمس مواسم في المسرح الوطني، قام الاثنان بإجراء تجديد عميق في الريبرتوار المسرحي وقدما عروضًا ذات جودة عالية. عمل كمهندسي ديكور في هذه العروض كل من مانويل فونتانالز، سيغفريدو بورمان، وسلفادور بارتولوزي. تتابعت على المسرح مسرحيات كلاسيكية وحديثة من التراث الإسباني والأجنبي، من بينها أعمال للوبي دي فيغا، تيرسو دي مولينا، فاليه إنكلان، فيديريكو غارسيا لوركا، جوته، وجورج كايزر، وغيرهم.
في عام 1932، استضافوا فرقة براغ التابعة لـ مسرح الفن بموسكو، كما نظموا فعاليات متنوعة مثل المؤتمرات، الحفلات الموسيقية، قراءات الشعر، والموسيقى، إضافة إلى عروض للرقص. كما أطلقوا عروضًا في الهواء الطلق حققت صدى واسعًا، شبيهة بتلك التي كان ينفذها ماكس راينهارت في ألمانيا.
المسرح التجريبي "إل كاراكول"
في مقالاته الصحفية، لم يتوقف سيبريانو ريفاس تشيريف عن المطالبة بضرورة تجديد المشهد المسرحي الإسباني، مؤكدًا أن هذا التجديد لا يمكن أن يتحقق إلا بإنشاء مدرسة تقدم تكوينًا متكاملاً في فن المسرح. ومن هذا الفكر نشأ في نفس المسرح الإسباني ما عُرف بـ المسرح التجريبي الإسباني.
خلال الموسم الرسمي لعام 1930-1931، كان ريفاس تشيريف يعرض عروضًا ذات طابع تجريبي. وقدّم هذا المسرح التجريبي عرضين هما:
"الأمير، الأميرة ومصيرهما"، وهي خرافة من العصور الوسطى الإنجليزية قام بترجمتها ريفاس تشيريف بنفسه،
و"الحذاءة المعجزة" لفيديريكو غارسيا لوركا، التي حققت نجاحًا كبيرًا حتى تم ضمها إلى ريبرتوار الفرقة.
وكان العرض التالي والأخير الذي قدّمه هو مسرحية "يوم من أكتوبر" لجورج كايزر في مسرح مونيوث سيكا.
مسرح بينوشي (Teatro Pinocho)
في موسم 1930-1931، أضاف ريفاس تشيريف مسرح بينوشي، وهو مسرح دمى للأطفال، أسسه سالفادور بارتولوزي وماجدا دوناتو (كارمن إيفا نيلكن)، أخت مارجاريتا نيلكن. دفعه فكره التجريبي لمحاولة إدخال عروض دمى كتبها فالي-إنكلان، غارسيا لوركا، ورافاييل ألبرتي إلى ريبرتوار المسرح الإسباني، لكنه لم ينجح في ذلك في النهاية.
معهد الفنون الدرامية في المسرح الإسباني
في ديسمبر 1932، أسس ريفاس تشيريف شركة الدراما للفن الحديث التي كان مقرها في مسرح سيرفانتس، حيث عرضوا ثلاث عروض فقط:
اقتباس من رواية "الجريمة والعقاب" لفيودور دوستويفسكي من إعداد إغناسيو ألبرتي وج. تشاكون راميريز،
"الحدود" لبولينو ماسيب،
و"الأغبياء العظماء" لفيرناند كروميلينك.
هناك، كان الشباب يتلقون تدريبًا في التمثيل، التصميم المسرحي، وإخراج المشاهد، لتكوين جيل جديد للفرقة. كان أول عرض لهم في أبريل 1933، مسرحية "دون جافيروس أو الباحثون في مدريد" لكوينونيس دي بينافينتي، مع "مسرحية العجائب" لسيرفانتس قدمتها فرقة لا باراكا لغارسيا لوركا، وفرقة مارجاريتا شيرغو التي قدمت "المسرح العظيم للعالم" والمشهد الأول من "عمدة زالاميا" لكالديرون دي لا باركا.
في نفس العام، تم تعيين ريفاس تشيريف نائبًا لمدير المعهد العالي للموسيقى والتمثيل، مما سمح له بإلحاق مدرسة المسرح الإسباني بالمعهد. في حفل نهاية الدورة، أعدّ عرضًا استعرض فيه نصوصًا من القرن السادس عشر وحتى الرومانسية الإسبانية، بالإضافة إلى أعمال أدبية أجنبية. كان العرض ناجحًا جداً وقارنت النقاد بينه وبين مسرح فيو كولومبيه.
في عام 1934، مُنح ريفاس تشيريف من قبل الدولة حق إدارة مسرح ماريا غيريرو ليكون مقرًا لمدرسته. استقال من منصبه كنائب مدير المعهد وأعاد تأسيس المدرسة كجمعية تعاونية تحت اسم مدرسة المسرح للفن (TEA)، المعروفة أكثر بهذا الاختصار.
مسرح مدرسة الفن (TEA)
كان شعار TEA مشعلاً، وكان يُعلن دائمًا بالاختصار TEA. شملت التخصصات التي تُدرّس في المدرسة: القراءة، الإلقاء والتمثيل، الجمباز والمبارزة، الغناء والرقص، نظرية الإخراج المسرحي وتنظيم العرض، بالإضافة إلى ورش عمل في الديكور والأزياء. من بين المتعاونين مع TEA كان هناك فيليبي لوش جارين، فيكتورينا دوران، سالفادور بارتولوزي، وإنريكي كاسال تشابي، وغيرهم.
خلال عامي 1934 و1935، أظهرت TEA جدية الطروحات التي قدمها ريفاس تشيريف. تم التعاون مع فرقة شيرغو-بورّاس، وانضم طلاب TEA تدريجيًا إلى المسرح الإسباني. في السنة الأولى أعدوا ستة عروض، وفي السنة الثانية أضافوا اثني عشر عرضًا استثنائيًا شهريًا مكرّسة لأعمال لوبي دي فيغا، لكن العروض في مسرح ماريا غيريرو وتأخير الدعم المالي حدّا من عدد العروض.
لسوء الحظ، لم تجدد بلدية مدريد عقد فرقة مارجاريتا شيرغو مع المسرح الإسباني، مما اضطر ريفاس تشيريف ومارجاريتا شيرغو إلى تقديم موسم 1935-1936 أولًا في برشلونة، ثم في هافانا والمكسيك. تُركت TEA تحت إدارة المتعاونين: فيليبي لوش، خوسيه فرانكو، فيكتورينا دوران، إنريكي كاسال، أمبارو ريس، وغيرهم.
أوقف اندلاع الحرب الأهلية الإسبانية نشاط TEA إلى الأبد، لكن البنية الأكاديمية التي نشأت هناك كانت أساسًا لمسرحيات وطنية أخرى ظهرت لاحقًا.
مسرح مدرسة إل دويزو (TEA de El Dueso)
بعد سقوط الجمهورية الإسبانية، أصبح ريفاس تشيريف معروفًا بأنه صهر مانويل أثانيا. تعرض للاعتقال في معسكرات اعتقال بفرنسا، ثم استقر مع عائلته في منطقة ألتا سابوا بسويسرا، في كولونج-سو-ساليف، وانتقل بعدها إلى بيلا-سور-مير. قبل وفاة مانويل أثانيا، تم اعتقال ريفاس تشيريف بواسطة الجستابو الألمانية بناءً على طلب إسباني. حُكم عليه بالإعدام، لكنه خُفف الحكم إلى 30 سنة سجن. قضى فترات في سجون متعددة منها سجن بورليير في مدريد، وسجن بويرتو دي سانتا ماريا في قادس، وسجن ييسيراس في مدريد، وحصن سان كريستوبال في نافارا، وأخيرًا في سجن إل دويزو بين 1942 و1946.
في سجن إل دويزو، في البداية رفض ريفاس تشيريف المشاركة بأي نشاط تماشيًا مع موقفه الرافض للتعاون مع النظام الفرانكوي، لكن رغبته في مواصلة ما بدأه في TEA خلال الجمهورية، أو ما حققه فيديريكو غارسيا لوركا مع فرقة لا باراكا، دفعته لإنشاء TEA في إل دويزو. شارك فيه أكثر من ثلاثين سجينًا يعملون في ورش فنية مختلفة، وكانوا منفصلين عن باقي السجناء. عمل TEA في إل دويزو نال اعترافًا من مجلس "فداء العقوبات من خلال العمل"، مما مهد لتأسيس مدرسة للتوجيه المهني في فنون المسرح مع تدريب يؤهل السجناء للعمل مهنيًا في مجالات المسرح المتنوعة.
تضمن البرنامج الدراسي دروسًا في تقنيات التمثيل، تاريخ المسرح الإسباني، نظرية وممارسة الأدب المسرحي، إلى جانب دروس عملية ونظرية في الديكور وفنون المسرح الأخرى.
قدم TEA في إل دويزو مسرحية الحارس الحذر لـ سيرفانتس دون تعديل في النص الأصلي، مع التركيز على إيقاع الحوارات. تم تنفيذ الديكور والملابس بأدنى الموارد، مع اعتماد عناصر جمالية حديثة. كان الأسلوب التمثيلي يرتكز على أهمية الإيماءة، متبعًا الطابع التجريبي المميز لريفاس تشيريف. لاحقًا، فتحت العروض للجمهور.
تضمن ريبيرتوار العروض مسرحيات مثل:
حمامات الجزائر لـ سيرفانتس
رئيس البلدية دي سالاميا
الحياة حلم
المسرحية المقدسة المسرح العظيم للعالم لـ كالديرون دي لا باركا
هاملت وتاجر البندقية لـ وليام شكسبير.
كما قدمت مسرحيات حديثة لكارلوس أرنيتشيس، جاسينتو بينافينتي، وفرانسيسكو مارتينيز دي لا روسا، ويوجين أونيل. شمل العرض أيضًا زارزويلا مثل الدولوروزا لـ خوسيه سيرانيو، ومسرح دمى مع عرض سيد بيدرو المقتبس من دون كيخوتي لـ ميغيل دي سيرفانتس.
لم تكن العروض دائمًا ملتزمة تمامًا بالنصوص الأصلية بسبب أن جميع الممثلين كانوا رجالًا، ونقص الإمكانيات التقنية، والضرورة بمراعاة الرقابة الأيديولوجية للنظام الفرانكوي، حيث تم تقديم مسرحية مثل الإله الصبور لـ خوسيه ماريا بيمان.
استمرت فرقة المسرح هذه أربع سنوات مع 44 عرضًا. ومع وصول العفو عن بعض السجناء، بدأت الأنشطة في TEA تنحصر حتى توقفت في أوائل 1945 بعد اتهام ريفاس تشيريف بأسباب سياسية، وسُجن في زنزانة تأديبية لمدة عام كتب خلالها مذكراته.
نُشرت مقالتان عن TEA في إل دويزو في عامي 1946 و1956 في صحيفتي الإسباني وإيبيريكا (مجلة أمريكية تديرها فيكتوريا كينت)، كتبها ريفاس تشيريف بعد خروجه من السجن.
مسرح في المنفى
في عام 1947، نُفي ريفاس تشيريف إلى المكسيك حيث استأنف نشاطه المسرحي. بحلول منتصف عام 1948، كان لديه فرقة مسرحية تتدرب في قاعة بفندق "لا بوسادا دل سول" في المكسيك. في هذه الفرقة أعاد إحياء تجربة مسرح مدرسة الفن الجديد التي أنشأها سابقًا في مدريد. قدموا مسرحية من تأليف جولدوني بعنوان ميراندولينا (المالكة)، التي قام هو بترجمتها، وكان الديكور من تصميم الرسام الكتالوني إستيبان ماركوس.
في عام 1949، أدار عرض الرجل الذي مات في الحرب للأخوين أنطونيو ومانويل ماتشادو في جمعية أصدقاء المسرح في المكسيك. في سبتمبر من نفس العام، دُعي من قبل جامعة بورتو ريكو لإدارة المسرح المتنقل الجامعي الذي أسسه ليوبولدو لافانديديرو في 1946.
في الفترة 1950-1951، استمر في نشاطاته الجامعية، وأسَّس في بورتو ريكو فرقة مسرحية قدَّمت مسرحيات لفيديريكو غارسيا لوركا مثل يرما وبيت برناردا ألبا، ولمسرحي جاسينتو بينافينتي المحتقرة، وكذلك ماريانيلا لبنيتو بيريز جالدوس. كما أخرج رئيس البلدية دي سالاميا لـ لوبي دي فيغا، مع ديكورات وملابس صممها الرسام السريالي يوجينيو جرانييل الذي كان يدرس الفن في الجامعة آنذاك. يمكن مشاهدة هذه التصاميم في مؤسسة يوجينيو جرانييل في سانتياغو دي كومبوستيلا.
في عام 1953، عاد إلى المكسيك، لكنه انتقل بسرعة إلى غواتيمالا حيث أدار مسرح الفن الغواتيمالي. قدم هناك من بين أعمال أخرى، تكييفًا مسرحيًا خاصًا به لمسرحية بيبِتا خيمينيث لجوان فاليرا. في نهاية 1953 عاد إلى المكسيك واستمر في الإخراج وإعطاء المحاضرات.
في عام 1955 أسَّس آخر فرقته المسرحية، وفي 1957 التقى مجددًا بمارجريتا شيرغو، مع التي قاموا بجولة مسرحية.
بين 1958 و1967، نشر مقالات في الأسبوعية إل ريدونديل وفي الصحف الرئيسية في المكسيك مثل نوفيداديس، إكسيلسور، وناليوكال.
حوالي عام 1961، نشر كتابه صورة مجهول (حياة مانويل أثانيا) الذي كتبه أثناء وجوده في سجن إل دويزو. كما واصل جهوده في تأسيس مدارس مسرحية وأسس الفصل الصغير للمسرح الإسباني في أمريكا. في 1964، أعطى دورات في الأدب الإسباني بجامعة الأمريكتين.
توفي في المكسيك في ديسمبر 1967.
سيبريانو ريفاس شريف، بين عامي 1920 و1923، بعد فشل المبادرة التجريبية لمسرح المدرسة الجديدة، تعاون بكتابة مقالات في مختلف المجلات والصحف. في عام 1920، كتب في صحيفة لا ليبرتاد (La Libertad) وفي الأسبوعية لا إنترناسيونال (La Internacional). كان المدير المشارك لمجلة لا بلومة (La Pluma) من يونيو 1920 حتى يونيو 1923، وبين يناير 1923 ومارس 1924 كان سكرتير التحرير في صحيفة إسبانيا (España). ومنذ مارس 1924، عمل في صحيفة هيرالدو دي مدريد (Heraldo de Madrid) حتى عام 1927. بين 1928 و1930 تعاون مع صحيفة ABC، ومع وصول الجمهورية بين 1931 و1933 تعاون مع صحيفة إل سول (El Sol).
في مقالاته، كان يبرز موضوعات مثل الباليه الروسي (Ballets Rusos)، ومسرح فويو كولومبييه (Théâtre du Vieux-Colombier)، وأدريا غوال (Adrià Gual)، وفاليه إنكلان (Valle-Inclán). كما تناول العلاقات بين المسرح والسينما، وكان يركز بشكل خاص على أزمة المشهد المسرحي والحاجة إلى إنشاء مسرح درامي وطني حقيقي.
حلم العقل (1929)
مسرحية القرن (مقالة). حصلت على جائزة الأدب الوطنية عام 1931. المخطوطة مفقودة.
بيبو، بيبا، بينوكيو وبولغارسيتو في الجزيرة الغامضة
كوميديا دمى (مسرحية عرائس) بالتعاون مع سالفادور بارتولوزي. عُرضت لأول مرة عام 1931.
ملاحظات التوجيه المهني في فنون ومهن المسرح الإسباني
إل دويسو، 1945. نُشرت عن طريق دار النشر فالنسيانا بري-تيكستوس عام 2013.
مسرح-مدرسة إل دويسو: ملاحظات لتاريخ
سانتاندر، 1945. تحرير خوان أغيليرا ساستري، ونشرت عن طريق إديشونيس ديل أورطو (مجموعة “بريفيريوس دي تاليا” 3/4)، 2010.
حياة وأعمال جاسينتو بينافينتي المضللة
المكسيك، 1955.
صورة مجهول: حياة مانويل أزانيا
المكسيك: أواسيس، 1961.

1. 1 2
2. 1 2